# Elena Lasconi
Elena Valerica Lasconi (* 20. dubna 1972, Hațeg) je rumunská novinářka a politička, od října 2020 starostka města Câmpulung a od června 2024 předsedkyně Unie záchrany Rumunska (USR). V rumunských prezidentských volbách v listopadu a prosinci 2024 kandidovala za USR, v prvním kole voleb skončila jako druhá v pořadí se ziskem 19,18 % hlasů, a postoupila tak do druhého kola, které ale bylo později zrušeno a výsledky prvního kola anulovány. V následných prezidentských volbách v roce 2025 skončila se ziskem pouhých necelých 3 % hlasů na pátém místě, a do druhého kola voleb tak nepostoupila. Bezprostředně po neúspěchu rezignovala na funkci předsedkyně USR.

## Biografie
Narodila se roku 1972 ve městě Hațeg v tehdejší Rumunské socialistické republice. Středoškolské vzdělání dokončila na Queen Marie National Pedagogical College ve městě Deva v roce 1990. Vysokoškolské vzdělání absolvovala na Traianské ekologické univerzitě v Devě, kterou ukončila v roce 2001, kdy po zkoušce na Bukurešťské akademii ekonomických studií získala bakalářský titul.

### Politická kariéra
Lasconi byla poprvé zvolena starostkou města Câmpulung v roce 2020, když se ziskem 56,76 % hlasů porazila úřadujícího starostu Liviu Țâroiu ze Sociálně demokratické strany (PSD). V roce 2024 byla znovu zvolena se ziskem 69,58% odevzdaných hlasů.
Dne 29. června 2024 byla zvolena kandidátkou strany USR pro podzimní prezidentské volby, když na stranickém sjezdu získala 94,31 % hlasů.

#### Kandidatura na prezidentku

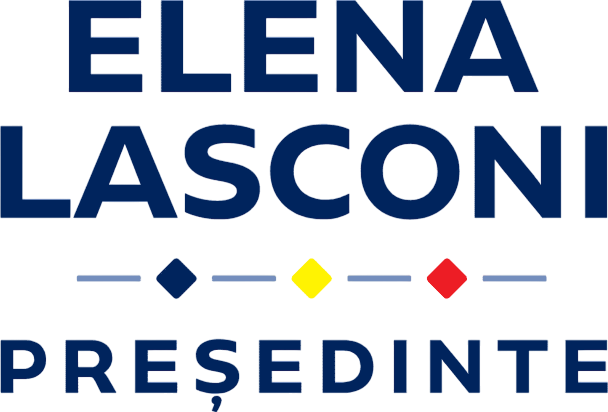
Logo prezidentské kampaně

| Volby | Subjekt | První kolo | První kolo | První kolo   | Druhé kolo | Druhé kolo | Druhé kolo |
| Volby | Subjekt | Hlasy      | %          | Výsledek     | Hlasy      | %          | Výsledek   |
| ----- | ------- | ---------- | ---------- | ------------ | ---------- | ---------- | ---------- |
| 2024  | USR     | 1 772 500  | 19,18      | Postoupila   | —          | —          | —          |
| 2025  | USR     | 252 721    | 2,68       | Nepostoupila | —          | —          | —          |

## Soukromý život
Elena Lasconi se poprvé vdala ve věku 18 let. Manželství trvalo čtyři roky a vzešla z něj dcera Oana, kterou po rozvodu vychovávala sama. V roce 2012 se ve svých 40 letech znovu provdala za Cătălina Georgesca, se kterým se seznámila na kurzech angličtiny pořádaných British Council. Manželé spolu nemají žádné děti.